# SMS Viribus Unitis

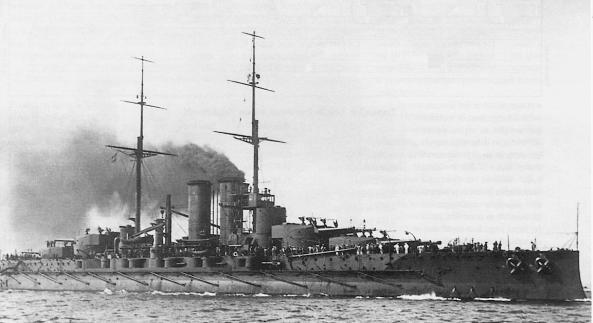
SMS Viribus Unitis

SMS Viribus Unitis (în trad. "Cu forțele unite") a fost un vas de război al marinei imperiale austro-ungare. A purtat ca nume deviza împăratului Franz Josef. Pe 31 octombrie 1918, după înfrângerea Puterilor Centrale în primul război mondial, Ministerul de Război din Viena a decis predarea vasului către nou-înființatul Regat al Sârbilor, Croaților și Slovenilor. Pentru a zădărnici această decizie, marina militară italiană a scufundat vasul la 1 noiembrie 1918 în portul Pola, ocazie cu care și-au pierdut viața 400 de membri ai echipajului, între care și comandantul vasului, Janko Vuković de Podkapelski.